# Wiener G’schichten
Wiener G’schichten ist ein Film des ungarischen Regisseurs Géza von Bolváry nach einer Vorlage von Hans Gustl Kernmayr aus dem Jahr 1940 und spielt im Wien der Jahrhundertwende.

## Handlung
Man schreibt das Jahr 1905. Ferdinand und Josef sind zwei perfekte Wiener Kaffeehauskellner, die ihren Stammgästen jeden Wunsch von den Augen ablesen. Sie wetteifern allerdings auch um die Gunst ihrer Chefin, Christine Lechner, der verwitweten, aber noch jugendlichen Besitzerin des Cafés. Der jüngere, fesche Ferdinand scheint dabei im Vorteil. Als er sich jedoch in väterlicher Art der Tochter eines verstorbenen Freundes annimmt, versteht Christine das falsch und es kommt zu einer Reihe von Missverständnissen, die darin kulminieren, dass Ferdinand seinen Posten verliert und nebenan ein eigenes Kaffeehaus eröffnet.
Auch der dubiose Baron von Brelowsky nimmt sich des naiven jungen Mädchens vom Lande an, aber in eigennützigerer Absicht. Ferdinand kommt ihm freilich auf die Schliche, und als der Konflikt zwischen diesem und seiner Chefin eskaliert, tut der schusselige, aber letztlich gutmütige Josef sein Bestes, um die beiden zu versöhnen. Natürlich kommt es zu einem guten Ende, die kleine Mizzi vom Lande verlobt sich mit einem jungen Komponisten. Auch das streitbare Paar versöhnt sich, und es kommt zur Vereinigung der beiden Cafés.

## Kritiken
In der gedruckten Ausgabe von 1987 schloss das Lexikon des internationalen Films die Kritik noch mit den Worten „Milieuverliebte Lustspielunterhaltung“. In der Onlineausgabe wurde dies zu „Anspruchslose Unterhaltung“.
Nach der Fernsehpremiere am 12. Dezember 1968 im Programm der ARD gelangte der Evangelische Film-Beobachter zu folgender Einschätzung: „Deutscher Spielfilm aus dem Kriegsjahr 1940, für den heutigen Geschmack wertloser Kitsch, wenngleich beachtliche Darstellerliste.“

## Auszeichnungen
Der Film erhielt 1940 die staatlichen Prädikate „künstlerisch wertvoll“ und „volkstümlich wertvoll“.